# Country Women's Association of Western Australia
De Country Women's Association of Western Australia (CWA of WA) is een West-Australische vrouwenorganisatie.
De organisatie is financieel onafhankelijk, onpartijdig en niet-sektarisch. In de praktijk is de organisatie eerder conservatief al is ze historisch gezien steeds een progressieve kracht gebleken doordat ze plattelandsvrouwen aanzette tot interesse in openbare aangelegenheden en lobbyde voor plattelandsvoorzieningen.

## Geschiedenis
De bewogen jaren in het begin van de 20e eeuw leidden tot een verhoogde vraag naar vrouwenrechten in de hele wereld. In navolging van de oprichting van verenigingen voor plattelandsvrouwen in Canada werden in 1920 in New South Wales en Queensland de eerste Australische afdelingen van de 'Country Women's Association' opgericht. In 1923 riep Lady Foster tijdens een meeting van de 'National Council of Women' in de Karrakatta Club in Perth tot de oprichting van afdelingen in West-Australië op.
In 1924 werd in Nungarin de eerste West-Australische afdeling opgericht. De CWA's werden opgericht met de bedoeling het welzijn van de vrouwen en hun families op het platteland te verbeteren. In 1925 werd een eerste ontspanningsruimte (Engels: Rest Room) aangekocht door een afdeling uit Donnybrook. In de ontspanningsruimtes konden allerlei activiteiten worden georganiseerd. De CWA-afdelingen vonden er onderdak en de ontspanningsruimten werden een middelpunt van het sociale leven in de plattelandsdorpen.
In 1927 werd de overkoepelende CWA of WA opgericht. Een jaar later opende in Baandee een eerste specifiek als ontspanningsruimte gebouwd pand. In 1929 werd een eerste vakantiehuis, 'Sunshine' genaamd, in gebruik genomen in het kustplaatsje Cottesloe. Later openden nog vakantiehuizen in Albany, Busselton, Dongara, South Fremantle, Esperance, Geraldton en de Pilbara. In de jaren 1930 werden regionale CWA-huizen opgericht. Zwangere vrouwen konden er medische hulp krijgen. Vanaf 1933 tot in de jaren 1940 verdeelde de CWA of WA gratis fruit onder de kinderen in de afgelegen gebieden, omdat fruit er niet voor handen of te duur was.
De Countrywoman of Western Australia, het officiële tijdsschrift van de organisatie, verscheen voor het eerst in 1934. Twee jaar later, in 1936, werd het CWA-kookboek voor het eerst uitgegeven. In 1938 werd in Northam een hostel voor meisjes geopend waardoor ze aan de 'Northam Senior High School' konden les volgen. Er zouden nog vijf zulke hostels worden geopend. In 1969 werden ze door de overheid overgenomen.
Tijdens de Tweede Wereldoorlog werd de 'CWA War Relief Fund' opgericht. De federale koepel, Country Women's Association of Australia, waartoe de CWA of WA toetrad, werd in 1945 opgericht. In de jaren 1950 bereikte het lidmaatschap van de organisatie haar hoogtepunt; de 250 West-Australische afdelingen hadden samen 12.000 leden. Er werden koren opgericht en workshops voor handwerk en toneel georganiseerd.
In 1962 startte de CWA of WA het oprichten van de 'Pioneer Women’s Memorial' in Kings Park in Perth. De 'Cockburn Lodge', een eerste verzorgingshuis, werd in 1966 in Rockingham geopend. Twee jaren later opende ook in Albany en Geraldton verzorgingshuizen. Op 28 juli in 1968 werd het 'CWA House' in Perth geopend. Een jaar later opende een winkel aan de achterzijde van het 'CWA House'. Daar wordt het artistieke en handwerk van de leden verkocht. Vanaf de jaren 1960 werden de ' Leadership and Nutrition Schools' voor Aboriginesmeisjes georganiseerd. De laatste bijeenkomst vond in november 1983 plaats.
In 1974 werd het vijftigjarig bestaan van de CWA of WA gevierd. Dat jaar werd de wereldconferentie van de 'Associated Country Women of the World' in Perth gehouden. In de jaren 1980 en 1990 werden verschillende onderwijs-, trainings- en leiderschapsprogramma's opgezet.
De CW of WA verliet in 2001 de federale koepel 'Country Women's Association of Australia'. Tijdens de eerste decennia van de 21e eeuw steunde de CWA of WA de plattelandsfamilies die schade door droogte of natuurbranden leden.
In 2018 organiseerde de CWA of WA voor het eerst in haar toen 94-jarige bestaan een betoging. De organisatie vond geen gehoor langs de traditionele communicatiekanalen. Dus trok ze de straat op om haar ongenoegen over bezuinigingen in het plattelandsonderwijs te uiten.

## Doel
De 'Country Women's Association of Western Australia' stelt zich tot doel door vriendschap, onderwijs, dienstbaarheid, hovaardigheid, samenwerking en belangenbehartiging vrouwen te verenigen en de samenleving te versterken. Dit met als doel het welzijn van iedereen te verhogen, en dan vooral van de bewoners van het platteland.
| Honour to God Loyalty to the Throne Service to the Country Through Country Women For Country Women By Country Women |

## Samenwerking
De 'Country Women's Association of Western Australia' maakt deel uit van de 'Associated Country Women of the World'. De CWA of WA heeft afgevaardigden in onderstaande organisaties en instellingen:
- Agribusiness Industry Advisory Council at Muresk
- Breast Screen WA Consumer Reference Group
- National Trust of Australia (WA)
- Road Safety Advisory Committee for Western Australia
- Rural and Remote Education Advisory Council
- State Welfare Emergency Committee
- Worksafe Agricultural Industry Safety Group

## Projecten
De 'Country Women's Association of Western Australia' stelt verzorgings- en vakantiehuizen ter beschikking. Ze kent studiebeurzen en prijzen toe. De organisatie verzamelt en verleent toegang tot informatie, onderwijst en geeft trainingen. Ze helpt mensen die hulp kunnen gebruiken zoals zwangere vrouwen, weeskinderen en families die door droogte of brand zijn getroffen.

## Galerij

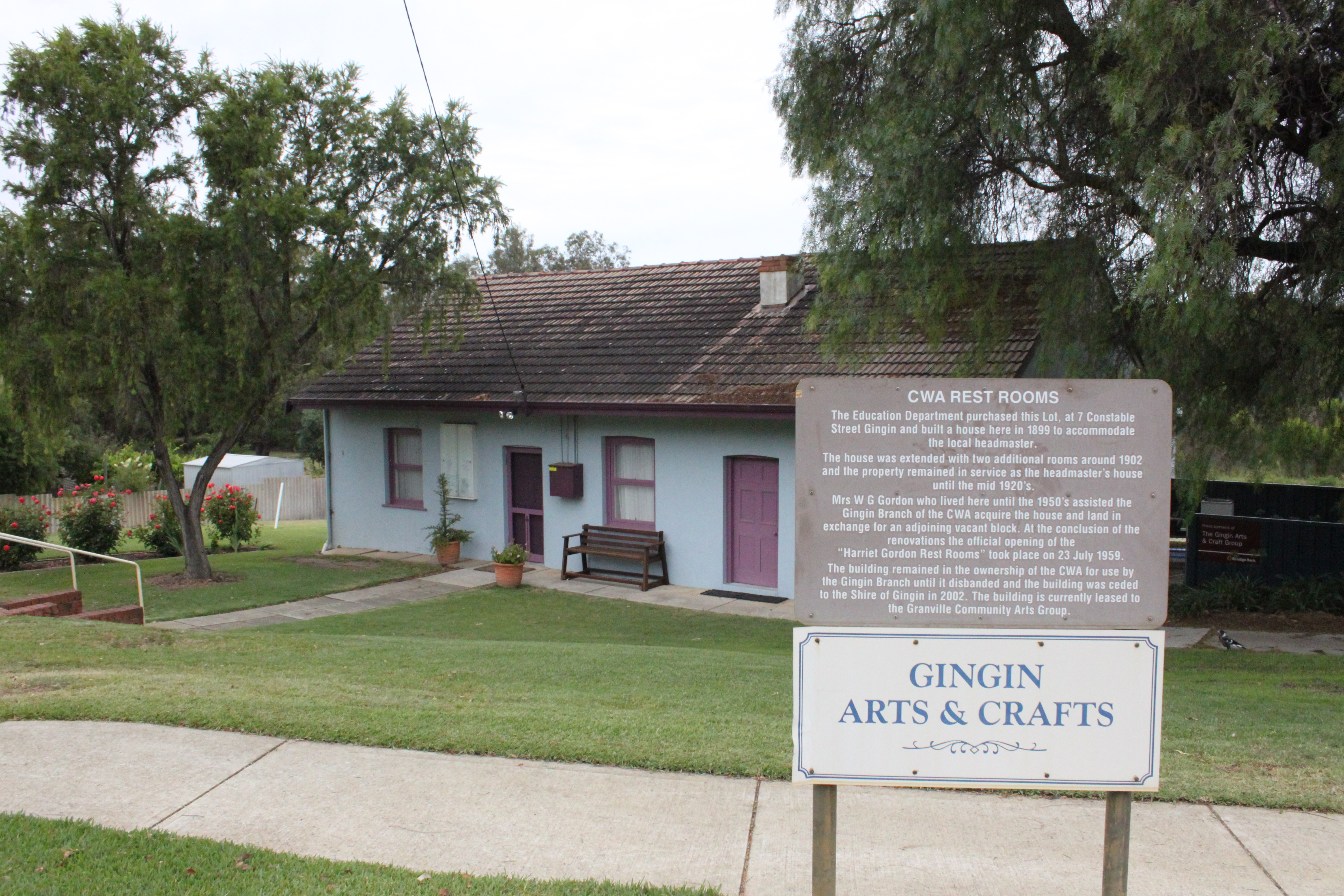
'Rest Room' in Gingin
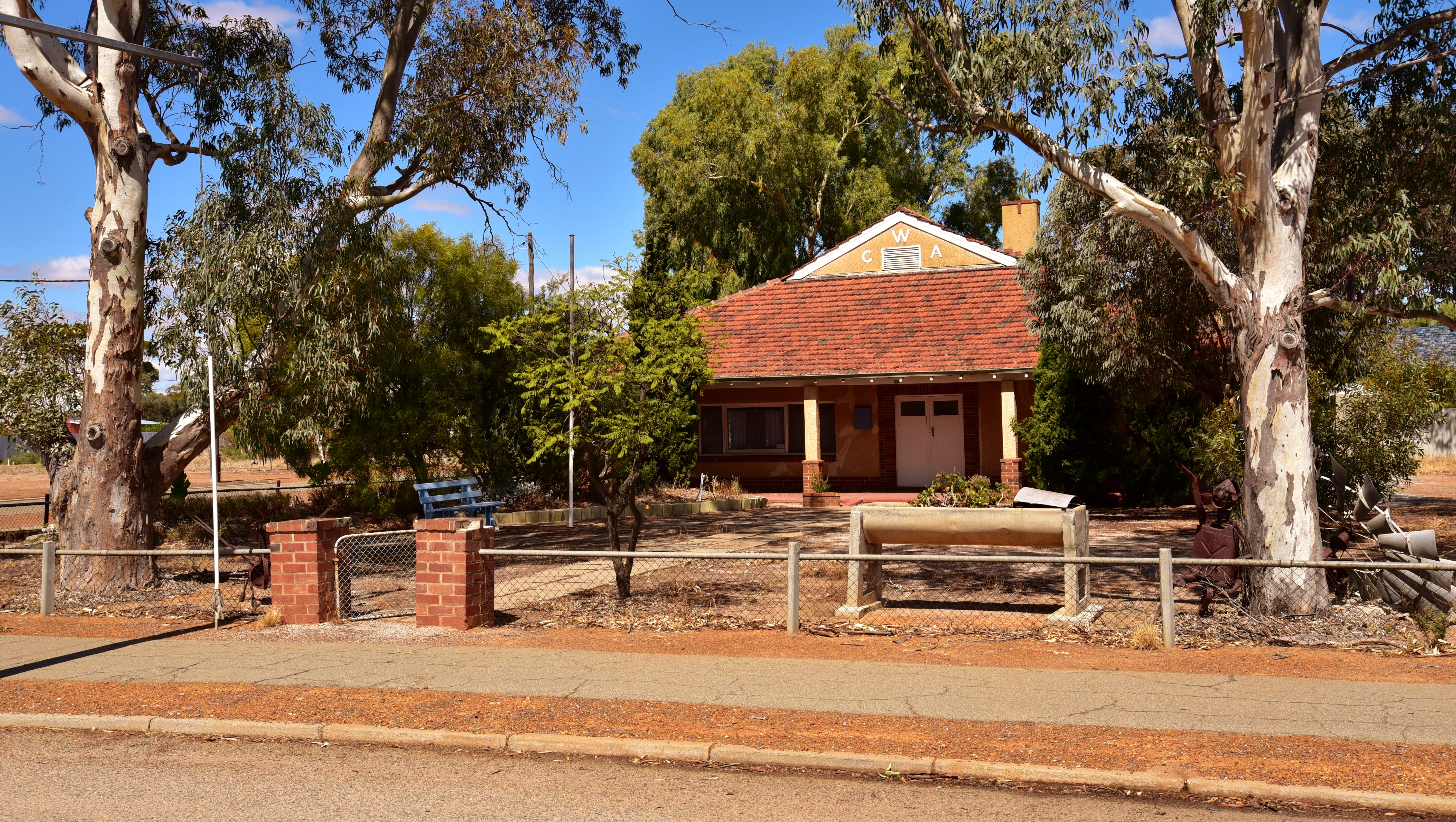
CWA-huis in Tammin
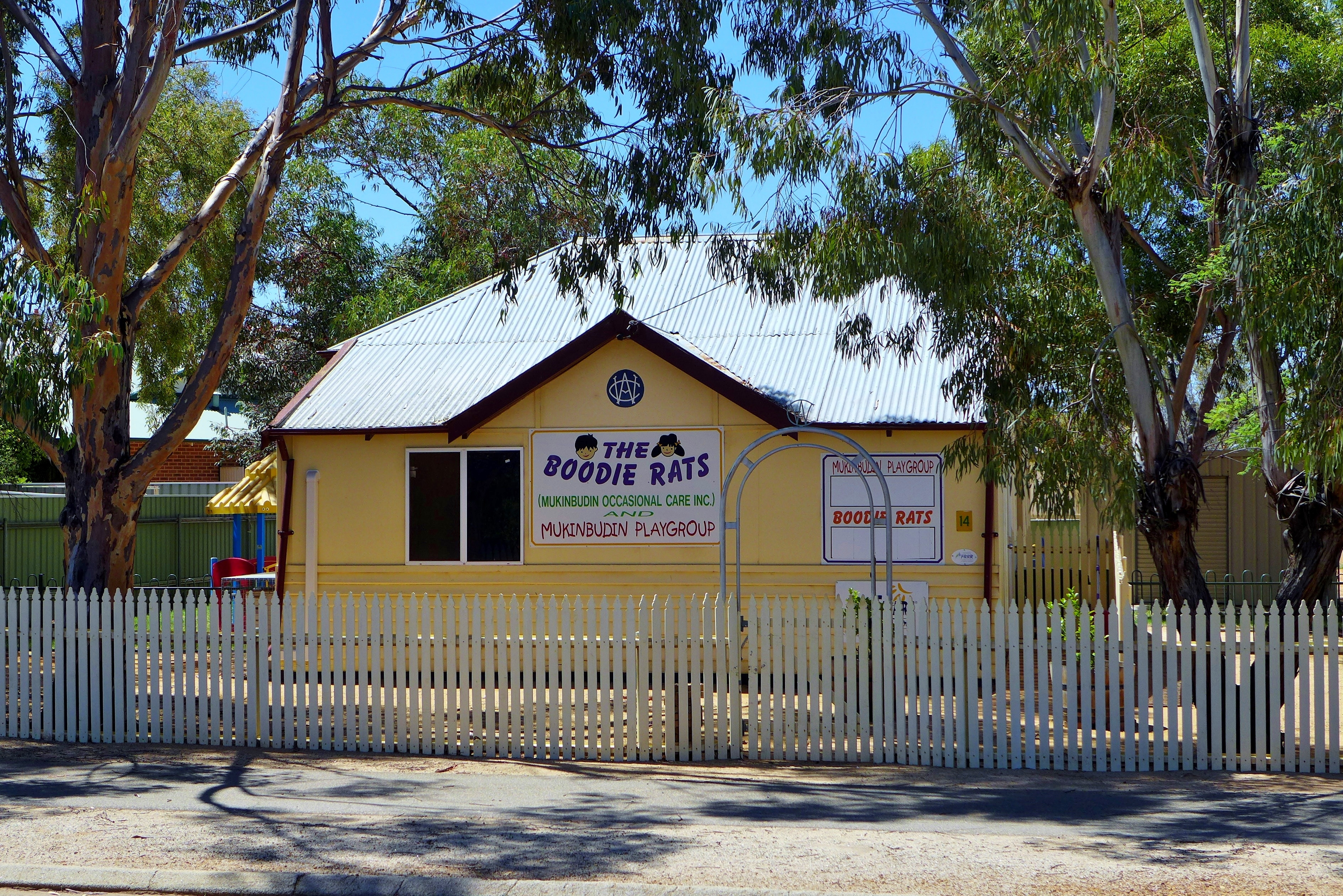
'Rest Room' in Mukinbudin
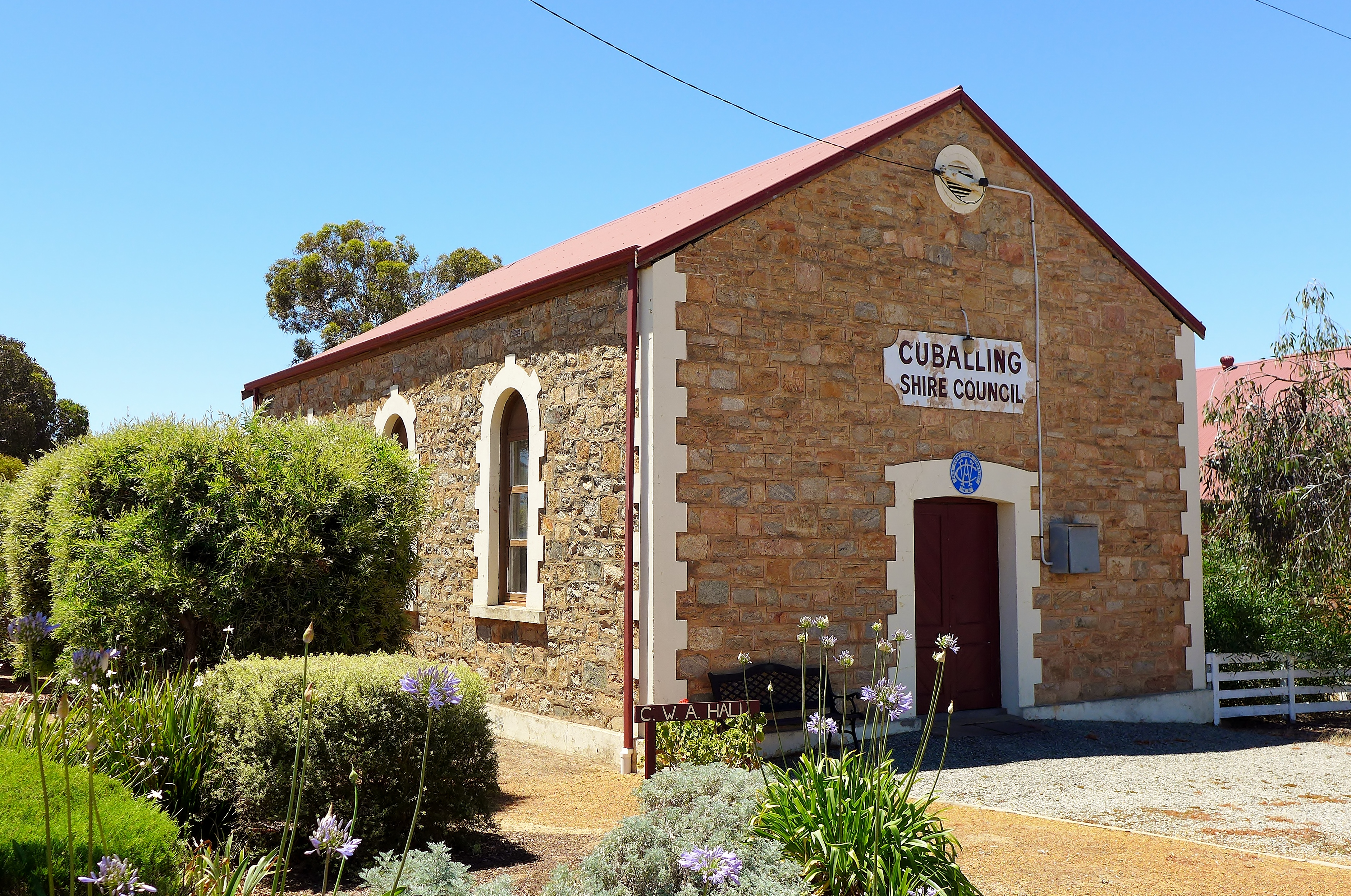
CWA-gebouw in Cuballing
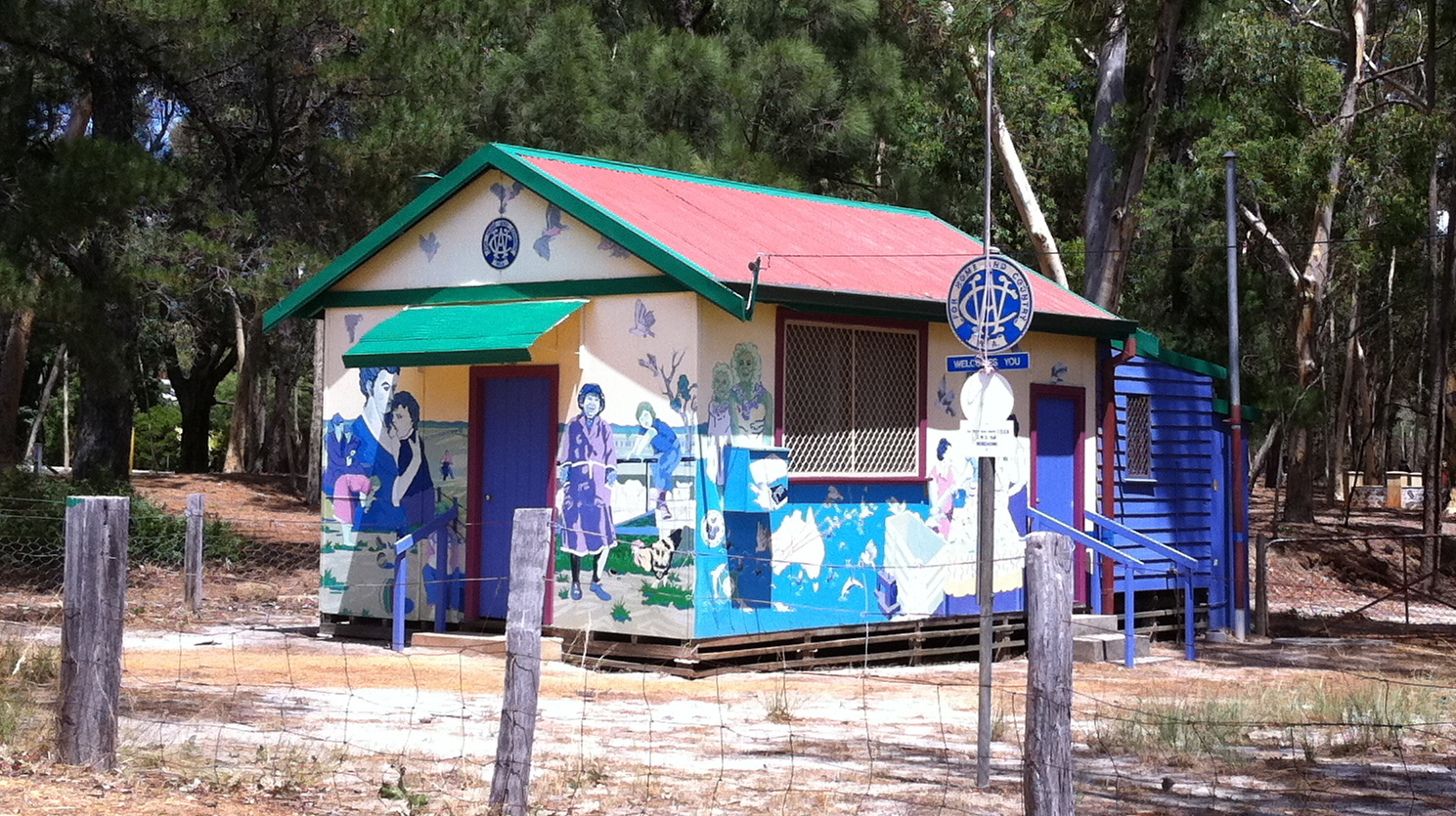
CWA-huisje in Mundaring
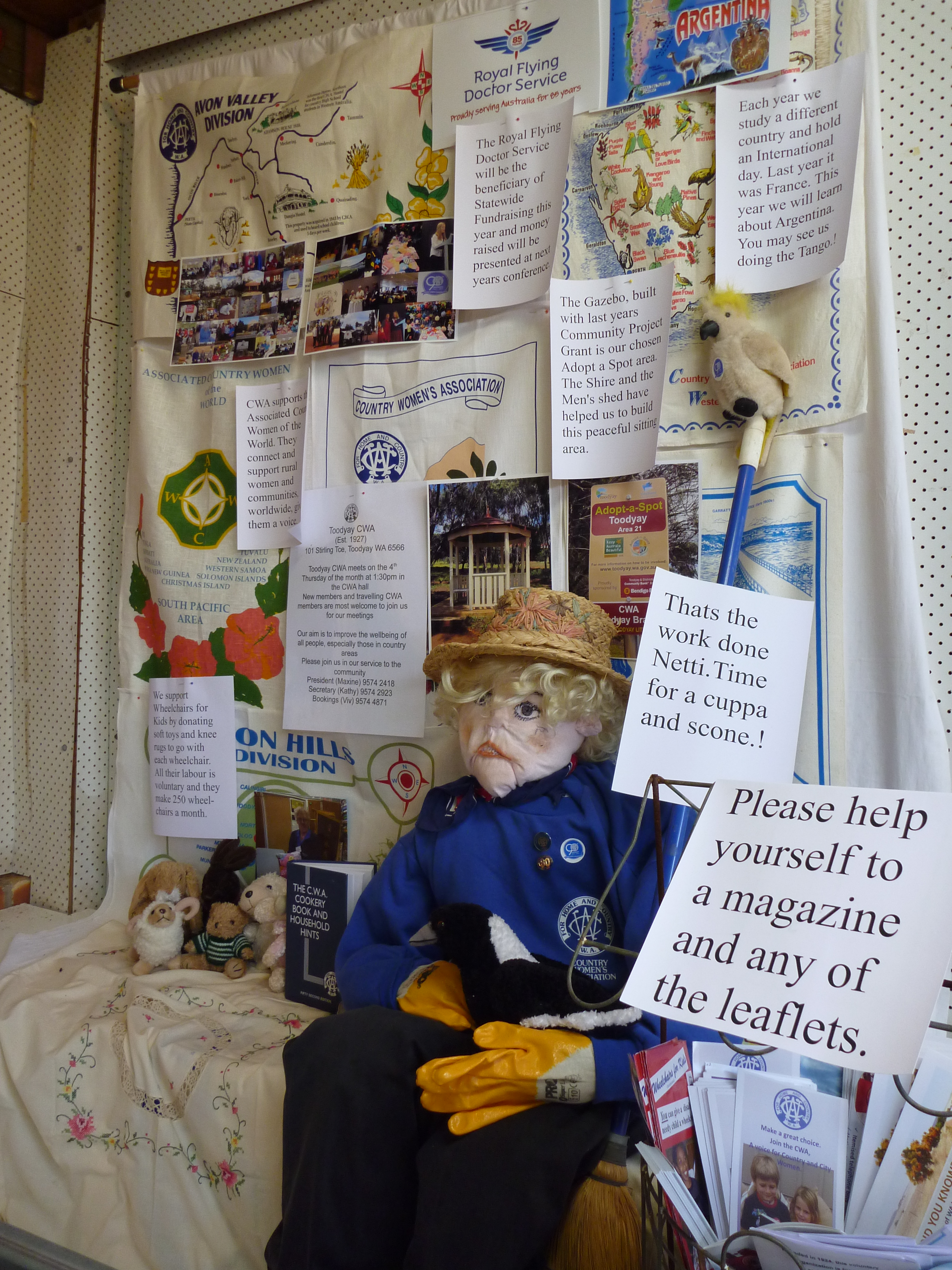
CWA-uitstalling op de Toodyay Show in 2013